# Cocoon Recordings
 (août 2023).
Si vous disposez d'ouvrages ou d'articles de référence ou si vous connaissez des sites web de qualité traitant du thème abordé ici, merci de compléter l'article en donnant les références utiles à sa vérifiabilité et en les liant à la section « Notes et références ».
Cocoon Recordings, communément appelé Cocoon, est un label de musique électronique allemand fondé par Sven Väth en 2000.